# Staurotheca multifurcata
Staurotheca multifurcata is een hydroïdpoliep uit de familie Sertulariidae. De poliep komt uit het geslacht Staurotheca. Staurotheca multifurcata werd in 1999 voor het eerst wetenschappelijk beschreven door Peña Cantero, García Carrascosa & Vervoort. 